# Belșațar

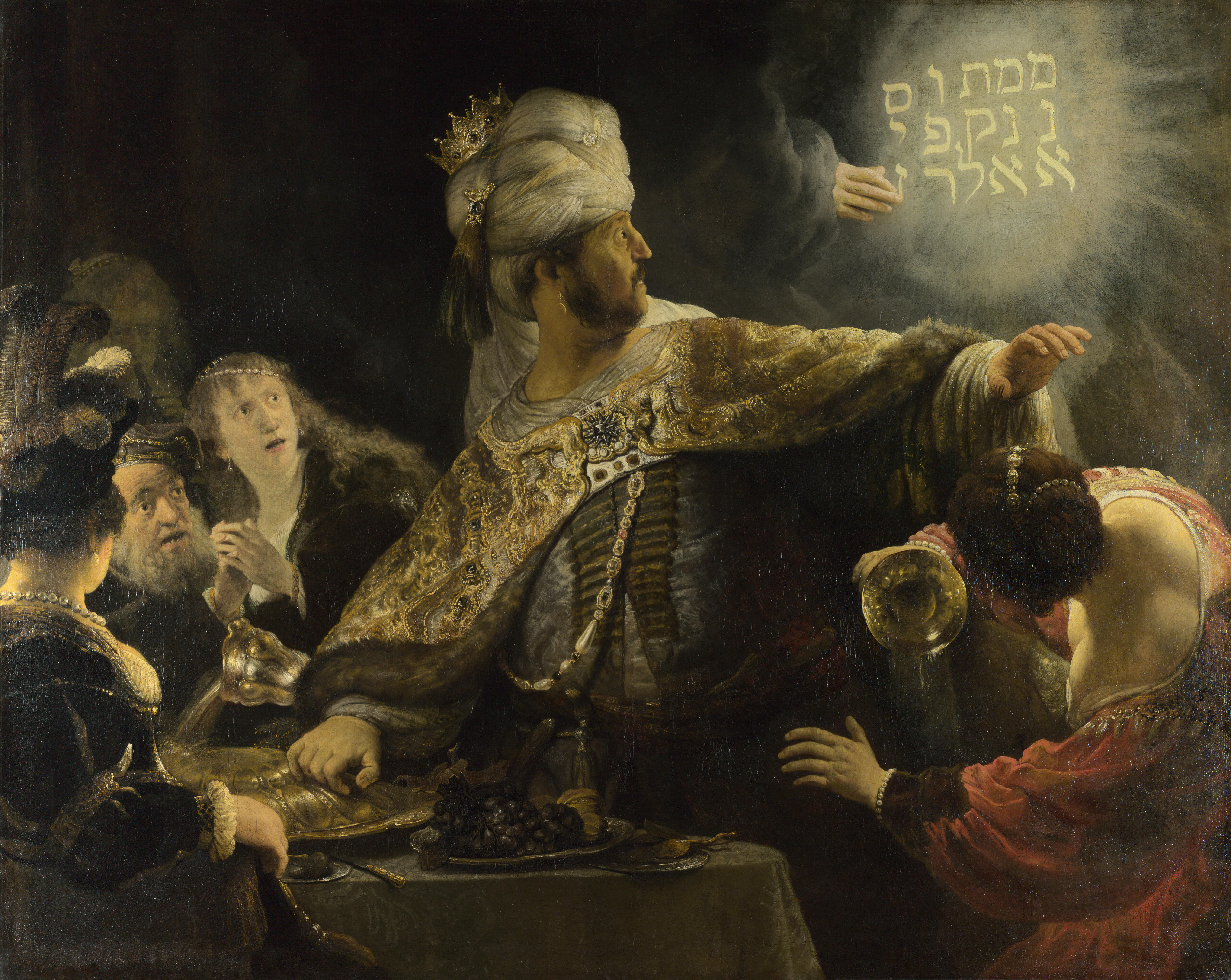
Tabloul lui Rembrandt “Ospățul lui Belșațar“ (1635) privind relatarea biblică despre "scrisul de pe perete" Mene - tekel - u-farsin. Notă: textul este vertical, mai degrabă, decât orizontal.

Belșațar (sau Balthazar; akkadiană: Bel-Sarra-usur) a fost un regent al Babilonului, fiul lui Nabonid. Nabonid a domnit în perioada 556-539 î.Hr. Nabonid a fost ultimul rege al Babilonului în pofida textului din Cartea lui Daniel, care afirmă că Belșațar ar fi fost rege. 

## Șederea lui Nabonid în Tayma
Nu e clar de ce Nabonid a rămas îndelungat în Tayma. Motivul său de a merge acolo pare clar: Tayma era o oază importantă, din care rute comerciale ale Peninsulei Arabice puteau fi controlate. Asirienii încercaseră deja asta înaintea lui. Totuși, de ce Nabonid a rămas atâta (probabil în jur de zece ani, poate între 553–543 î.Hr.) și de ce s-a întors rămân probleme nerezolvate. S-a speculat că ar fi fost din cauză că nu se simțea în largul lui în Babilon, care era contra părtinirii sale pentru Sîn. În ce privește întoarcerea sa, ea ar fi putut să aibă de a face cu amenințarea crescândă din partea lui Cirus   și neînțelegerilor crescânde cu Belșațar, căruia i-a fost retrasă administrarea după ce Nabonid s-a întors, împreună cu un număr de funcționari.
Belșațar nu a fost niciodată pe deplin rege și și-a reluat sau reconfirmat locul de prinț subordonat regelui Nabonid la revenirea acestuia în Babilon.

## Pedepsirea lui Belșațar
Cartea lui Daniel (Daniel 5:1-31), carte în care potrivirea cu realitatea istorică nu joacă un rol important, povestește despre pedepsirea „divină” a lui Belșațar. Acesta este pedepsit, după ce o mână fără corp apare la banchetul la care el bea din cupe de aur furate din templul Ierusalimului de către tatăl său, regele Nabucodonosor al II-lea (în realitate Nabonid) și îi scrie un mesaj pe perete („Mene - tekel - u-farsin”) prin care îi anunță moartea iminentă. Conform Bibliei, Belșațar este ucis peste puțin timp, în somn, de perși.
În realitate Belșațar nu a fost rege, ci doar prinț moștenitor, nu a mai ajuns să fie rege deoarece tatăl său Nabonid a fost detronat de către Cirus al II-lea cel Mare, care a ocupat Babilonul. Nabonid a fost capturat iar viața sa a fost cruțată, dar nu se cunoaște nimic despre soarta lui Belșațar.
Cuceritorul Babilonului este numit în Biblie Darius Medul, dar în istorie nu este cunoscut un astfel de individ, iar invadatorii nu erau mezi, ci perși.
John J. Collins⁠(en)[traduceți] datează Cartea lui Daniel la circa 164 î.Hr. și remarcă faptul că probabil nu a fost inclusă printre cărțile profetice din Biblia ebraică deoarece canonul lor era deja finalizat la vremea scrierii ei.